# Revolución Pacífica
La Revolución Pacífica (en alemán: Friedliche Revolution) fue el proceso de cambio sociopolítico que condujo al final del Partido Socialista Unificado de Alemania de la República Democrática Alemana (RDA o Alemania del Este) y la transición a una democracia parlamentaria que permitió la reunificación de Alemania. Este punto de inflexión fue creado completamente a través de iniciativas libres de violencia, protestas y manifestaciones exitosas, que tuvieron lugar decisivamente entre las elecciones locales celebradas en mayo de 1989 y las primeras elecciones parlamentarias libres de la RDA en marzo de 1990.
Estos eventos estuvieron estrechamente vinculados a la decisión de la Unión Soviética bajo el liderazgo de Mijaíl Gorbachov de abandonar su hegemonía en Europa del Este, así como los movimientos reformistas que se extendieron a través de la región como resultado. Además del papel de la Unión Soviética en la política exterior, parte de sus glasnost y las reformas de la perestroika, los defectos de la socialista RDA, la economía planificada y su falta de competitividad en un mercado cada vez más global, así como su fuerte deuda nacional, aumento y apresuró la desestabilización de la dictadura del SED y el éxito de la revolución.
Quienes impulsaron el proceso de reforma dentro de la RDA incluyeron intelectuales y figuras de la iglesia, la cantidad tan significativa de gente que intentaba huir del país, mostrando así una clara señal del descontento con el régimen del SED, así como el creciente número de manifestantes pacíficos que no estaban dispuestos a ceder a la amenaza de la violencia y la represión por parte de las autoridades.
Debido a su respuesta hostil a las reformas implementadas dentro de sus "tierras socialistas hermanas", el liderazgo del SED ya estaba cada vez más aislado dentro del Bloque del Este cuando finalmente decidió abstenerse del uso de la fuerza para reprimir las manifestaciones públicas cada vez más grandes, permitió la apertura de la frontera en el Muro de Berlín el 9 de noviembre de 1989. A través de un cambio en el liderazgo y la voluntad de hablar con los opositores, el SED intentó inicialmente recuperar la iniciativa política. Sin embargo, debido a la continua inestabilidad política y la amenaza de bancarrota nacional, el control de la situación recaía cada vez más en el gobierno de Alemania Occidental bajo el canciller Helmut Kohl.
Desde el comienzo de diciembre de 1989, el gobierno de la RDA del primer ministro Hans Modrow fue controlado desde una Mesa Redonda Central, en la que se puso en marcha la disolución del servicio de seguridad estatal represivo, la Stasi, y se hicieron preparativos para elecciones libres. Después de una amplia victoria electoral para la coalición Alianza por Alemania, el camino político dentro de la RDA ahora estaba claro para una rápida reunificación de los dos estados alemanes.

## Situación política durante la transición
La caída del Muro de Berlín y la apertura de la frontera interior de Alemania plantearon nuevos desafíos para el gobierno y la oposición en la RDA, así como para los que están en el poder en la RFA. Estos eventos también trajeron a un mundo más amplio en juego, con los vecinos europeos de Alemania y los cuatro vencedores de la Segunda Guerra Mundial teniendo sus propios aportes. La opinión general vio el destino de la RDA descansando sobre la actitud de la Unión Soviética bajo Gorbachov. En sus memorias, el canciller de Alemania Occidental Helmut Kohl escribió que había confrontado al jefe soviético durante su visita a la RFA en junio de 1989 con la opinión de que llegaría la unidad alemana, incluso contra la oposición, con la misma seguridad que el Rin que ambos consideraban llegar al mar; Gorbachov no discutió esto.
Después del 9 de noviembre, no solo hubo una ola de manifestaciones en toda la RDA, sino también un fuerte cambio en la actitud predominante hacia las soluciones. En lugar del canto "somos el pueblo", el nuevo estribillo, cada vez más escuchado, era "¡somos un solo pueblo!". Un problema no resuelto tanto para Oriente como para Occidente siguió siendo el gran número de desplazamientos de la RDA a la RFA, lo que creó un efecto desestabilizador en la RDA y al mismo tiempo impuso una carga cada vez mayor a la RFA para manejar e integrar los números.

## Situación en la RDA
Después de su elección como Ministro Presidente en la Cámara del Pueblo el 13 de noviembre de 1989, Hans Modrow afirmó en su declaración del gobierno del 16 de noviembre que, desde el punto de vista de la RDA, la reunificación no estaba en la agenda.
Desde finales de octubre, los grupos de oposición habían pedido la creación de una mesa redonda. Lanzaron una declaración comunal: "A la luz de la situación crítica en nuestro país, que ya no puede ser controlada por las estructuras de poder y responsabilidad anteriores, exigimos que los representantes de la población de la RDA se reúnan para negociar en una mesa redonda, con el fin a las condiciones establecidas para la reforma constitucional y las elecciones libres.
Dirigida a sus conciudadanos, la autora de Alemania Oriental Christa Wolf, que la noche anterior a la apertura de la frontera había pedido que la gente permaneciera en la RDA, leyó el 28 de noviembre un llamamiento en televisión titulado "For Our Country", cuyas primeras 31 firmas de apoyo provienen de artistas de la RDA y defensores de las libertades civiles, así como de miembros críticos de SED. Durante una conferencia de prensa el mismo día, el autor Stefan Heym También leyó la apelación y en pocos días recibió 1.17 millones de firmas. Pidió que se estableciera "una identidad separada para la RDA" y advirtió contra una "venta de nuestros valores materiales y morales" a través de la reunificación, afirmando que aún existía "la posibilidad de desarrollar una alternativa socialista a la RFA como un igual socio entre los estados de Europa".

## Conmemoración
La revolución pacífica se conmemora y se celebra regularmente en Alemania y otros países. El 18 de septiembre de 2014, el presidente alemán, Joachim Gauck, dio la bienvenida en Mecklenburg a los jefes de Estado de los países (en parte) de habla alemana, Austria, Suiza, Bélgica, Luxemburgo y Liechtenstein. Se reunieron en Bad Doberan, Warnemünde y la ciudad de Rostock para conmemorar la revolución pacífica de 1989 y abordar los desafíos del cambio demográfico en Europa.